# Mikrobolometer

Vereinfachte Darstellung eines Mikrobolometers in dimetrische Axonometrie

Ein Mikrobolometer ist ein thermischer Sensor zur Detektion von elektromagnetischer Strahlung. Neben der Detektion von Millimeterwellen, UV- und Röntgen-Strahlung wird er hauptsächlich zur Detektion von mittlerer und langwelliger Infrarotstrahlung eingesetzt. Als zweidimensionales Infrarot Focal Plane Array (IRFPA) stellen sie den Bildsensor von Wärmebildkameras dar.
Mikrobolometer werden hauptsächlich als Detektoren in Wellenlängenbereichen oberhalb von etwa 3 µm eingesetzt. In diesem Bereich sind ungekühlte Fotodioden aufgrund der thermischen Anregung technisch nur schwer realisierbar. Mikrobolometer können bei Raumtemperatur – also ohne aufwändige Kühlung – arbeiten, benötigen jedoch eine Temperaturstabilisierung.
Einsatz finden die Mikrobolometerarrays u. a. in den Bereichen der Thermografie, Astronomie, Überwachung, Automotive, Militär und neuerdings auch Smartphones.

## Aufbau und Funktionsweise

Prinzipieller Aufbau eines Mikrobolometers

Ein Mikrobolometer besteht aus einer Membran, die sich aus einer Sensor- und Absorberschicht zusammensetzt, die von zwei Elektroden über einem Substrat im Vakuum aufgehängt und somit thermisch isoliert ist. Aufgrund der Absorption der einfallenden infraroten Strahlung erwärmt sich die thermisch isolierte Membran, was eine Änderung des elektrischen Widerstandes der Sensorschicht zur Folge hat. Die resultierende Änderung des Messsignals wird mithilfe einer Ausleseschaltung detektiert. Unterhalb der Membran befindet sich in der Regel ein Reflektor, wodurch die zum Teil zunächst transmittierte Strahlung reflektiert und anschließend von der Absorberschicht absorbiert wird. Der Abstand zwischen Membran und Reflektor folgt der λ/4-Bedingung.
Bei der Auslegung der thermischen Isolation durch dünne Stege muss abgewogen werden zwischen thermischer Isolation und mechanischer Robustheit.

## Sensormaterial
Die Sensorschicht ist ein Kernelement des Mikrobolometers und hat maßgeblichen Einfluss auf die Eigenschaften und Performance des Mikrobolometers. Es gibt mehrere Materialien, die für die Sensorschicht in Mikrobolometern verwendet werden. Durch die Sensorschicht und ihre Materialeigenschaften wie z. B. Widerstands-Temperaturkoeffizient (TCR), 1/f-Rauschen und Widerstand wird die Responsivität des Mikrobolometers bestimmt. Die Responsivität beschreibt die Fähigkeit, die eingehende Strahlung in ein elektrisches Signal umzuwandeln und somit die Qualität des Mikrobolometers.
Die am häufigsten verwendeten Sensormaterialien in Mikrobolometern sind amorphes Silizium und Vanadium(V)-oxid (V2O5). Seltenere Materialien sind Titan, Yttrium-Barium-Kupferoxid (YBaCuO), GeSiO, Poly-Siliciumgermanium oder BiLaSrMnO. Vanadiumoxid ist das ursprüngliche Materialsystem für Mikrobolometer. Es ist mit gängigen CMOS-Herstellungsprozessen kompatibel. Es gibt mehrere Phasen von VOx. Vanadium(IV)-oxid (VO2) hat einen niedrigen Widerstand, erleidet jedoch eine Metall-Isolator-Phasenänderung bei 67 °C und hat einen relativ niedrigen TCR. Vanadium(V)-oxid dagegen hat einen hohen Widerstand und einen hohen TCR. Aktuell scheint x ≈ 1,8 die populärste für Mikrobolometeranwendungen gewordene Phase zu sein. Amorphes Silizium (a-Si) ist eine neuere Technologie als VOx. Sie kann sehr gut in den CMOS-Herstellungsprozess integriert werden, ist sehr stabil, hat eine schnelle Zeitkonstante und eine lange mittlere Zeit vor dem Versagen. Um die Schichtstruktur und die Strukturierung zu erstellen, werden allerdings Temperaturen bis zu 400 °C benötigt.
Die Herstellung von Mikrobolometern kann MEMS basierend erfolgen.

## Pixelpitch
Aktuell sind IRFPAs mit einer Pixelgröße (Mikrobolometer) von 17 µm im kommerziellen Bereich Stand der Technik. Um dem Trend von hochauflösenden IRFPAs und Kameras zu folgen, besteht die neue Generation der IRFPAs aus Pixeln mit einer Größe von 12 µm. Zur Realisierung der immer kleiner werdenden Strukturen, werden immer höhere Anforderungen an die Mikrostrukturierung gestellt, z. B. werden am Fraunhofer-Institut für Mikroelektronische Schaltungen und Systeme 12 µm Bolometer u. a. über Nanotube-Metallkontakte realisiert.

## Ursprung und Liste von Herstellern
Die Mikrobolometer-Technologie wurde ursprünglich beginnend in den späten 1970er Jahren von Honeywell für das US-Verteidigungsministerium entwickelt. Die US-Regierung hat die Technologie im Jahr 1992 freigegeben. Nach der Freischaltung lizenzierte Honeywell ihre VOx-Technologie an mehrere Hersteller. Die Patente sind mittlerweile ausgelaufen, sodass die VOx-Technologie auch anderen Herstellern offen steht. Mikrobolometer und darauf aufbauende Produkte unterliegen der Zollausfuhrkontrolle. U.a. folgende Unternehmen befassen sich mit der Entwicklung, Produktion und dem Vertrieb von Mikrobolometerarrays:
- BAE Systems (GB)
- Dali Thermal (C)
- DRS Technologies (USA)
- FLIR Systems (USA)
- Fluke Corporation (USA)
- Fraunhofer IMS (D)
- Guide Infrared (C)
- Honeywell (USA)
- Institut National d’Optique (CDN)

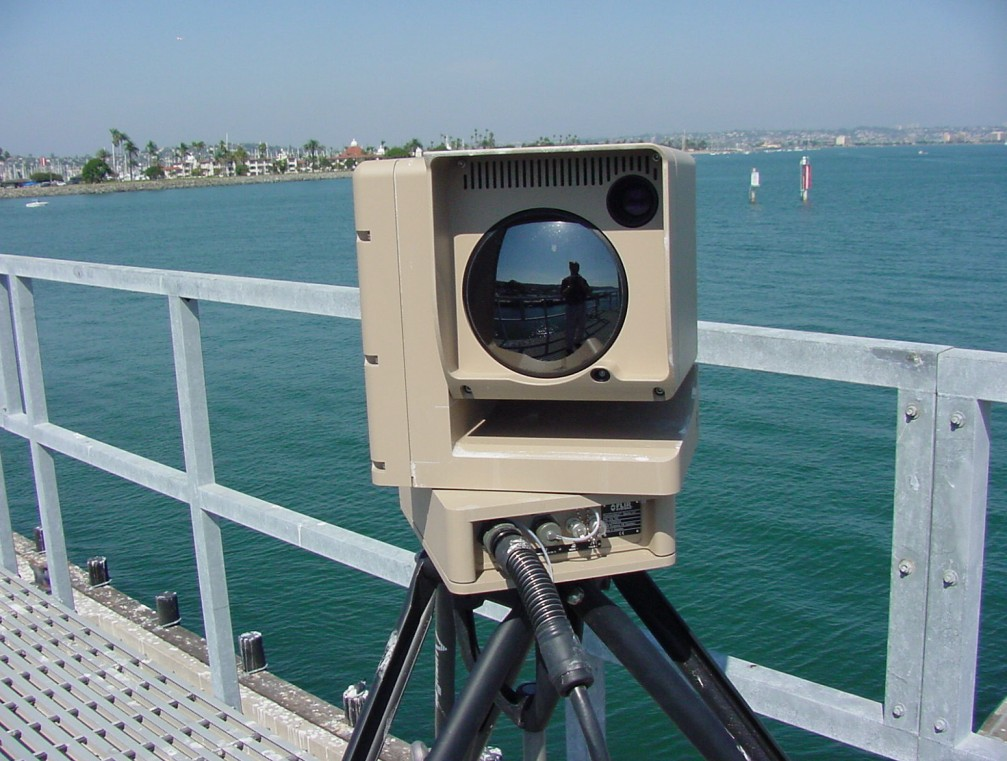
Wärmebildkamera mit einem Array von 320×200 Mikrobolometern

- L-3 Communications Infrared Products (USA)
- Lynred (F) (former ULIS-IR and Sofradir)
- NEC (J)
- Opgal Optronics (IL)
- Raytheon (USA)
- Seek Thermal (USA)
- Teledyne Dalsa (CDN)